# 名士バス
名士バス株式会社（めいしバス）は、北海道名寄市に本社を置き、バス事業を行う企業である。

## 歴史
1931年（昭和6年）に設立された中央自動車合資会社が前身。北海道における旅客自動車運輸事業統合要綱により1944年（昭和19年）に道北乗合自動車（現在の道北バス）に統合され、同社名寄営業所となったものの、統合直後は配車1台、営業日数ゼロと休業状態であった。終戦後の1946年（昭和21年）には配車4台、営業日数145日にまで回復するなど徐々に復活させていき、1955年（昭和30年）4月1日に名寄営業所は名士バス株式会社として分離独立した。
社名は名寄と士別から1文字ずつ採られており、かつては士別営業所を設置し名寄 - 士別間などの路線バスを運行していた。
名寄町の市制施行を翌月に控えた1956年（昭和31年）3月には循環バスの運行を開始。午前7時に右廻りが、10分後には左廻りが発車、その後は10分間隔で交互に午後7時50分まで78便運行された。左廻りは名寄駅前を出発後、大通を北4丁目で左折、西4条北4丁目を南下し西4条南6丁目から名寄駅前へ至るルートで、右廻りはその逆。運賃は大人・小人とも一律10円であった。
1962年（昭和37年）4月に士別営業所管轄路線を士別軌道に譲渡し、撤退した。その後郊外線も含めて利用客は増え、1965年（昭和40年）前後に恩根内線や下川鉱山線の年間利用者数が42万人となるなどピークを迎えるが、過疎化やモータリゼーション化の影響により、1970年（昭和45年）頃より乗客が減少傾向となり、同年3月には市内線のワンマン運転化、1973年（昭和48年）に恩根内線の減便と下川鉱山線と一の橋線のワンマン化、1974年（昭和49年）に下川パンケ線と下川サンル線の廃止などの合理化が行われている。以降は鉄道廃止による代替路線の運行開始があったものの、これらの路線も含めて廃止や減便、デマンドバス（タクシー）化などの合理化が図られている。
一方で市街地の拡大により区域外からの運行要望が高まり、1975年（昭和50年）7月より左廻りを廃止の上で西地区昭和通への運行を開始したが利用客は少なく、1便あたり1.5人という状況であった。同年には北地区からも運行要望があったが、採算に乗らないとの見解から一度見送られたが、1979年（昭和54年）に試験運行を行い、同年12月より臨時運行、1985年（昭和60年）から10月15日 - 4月30日の冬期のみ、名寄市からの運行補助を条件に運行されることとなった。現在は自衛隊線として通年運行されている。平成に入ると市街地の更なる拡大や公共施設の分散により、これらを結ぶ東西路線の運行要望が高まったことを受け、1996年（平成8年）に東西線を開設し、保健所、市立病院、市民文化センターなどが1本の路線で結ばれることとなった。2008年（平成20年）にはイオン名寄ショッピングセンター開業により徳田線が新設されている。2012年（平成24年）にはコミュニティバス実証として市内線循環線と東西線がそれぞれ西まわりと東まわりに再編され、バスも小型化された。

### 年表
- 1955年（昭和30年）4月1日 道北乗合自動車名寄営業所を分離し、名士バスでの営業を開始。
- 1956年（昭和31年）3月 市内循環線運行開始。
- 1958年（昭和33年） 下川パンケ線、下川サンル線運行開始。
- 1962年（昭和37年）4月 士別営業所管轄路線を士別軌道に譲渡。
- 1974年（昭和49年）8月1日 下川パンケ線、下川サンル線廃止。下川町営バスが引き継ぐ。
- 1982年（昭和57年） 忠烈布線廃止。
- 1983年（昭和58年）4月1日 下川鉱山休山に伴い、鉱山線廃止。下川町営バスが引き継ぐ。
- 1985年（昭和60年）9月17日 国鉄美幸線代替バス（仁宇布線）運行開始。
- 1989年（平成元年）5月1日 北海道旅客鉄道（JR北海道）名寄本線代替バス運行開始。
- 1996年（平成8年）10月1日 東西線運行開始。
- 2002年（平成14年）4月1日 名寄本線代替バスのうち紋別 - 遠軽間廃止。
- 2005年（平成17年）10月1日 名寄本線代替バスのうち興部 - 紋別間廃止。
- 2008年（平成20年）5月1日 徳田線を新設。
- 2011年（平成23年）11月1日 下多寄線をデマンドタクシー化。
- 2012年（平成24年）4月2日 仁宇布線をデマンドバス化。
- 2012年（平成24年）7月1日 「なよろコミュニティバス実証運行」として市内循環線を市内西まわりに、東西線を市内東まわりに再編。
- 2016年（平成28年）9月27日　ヤマト運輸と他バス会社と共に、恩根内線・下川線の2路線で貨客混載とを開始[8]（2021年（令和3年）8月15日現在、休止中[9]）。

## 営業所
本社・本社営業所
北海道名寄市西4条南10丁目1番地4

## 路線バス
路線バス車両は2017年（平成29年）3月31日現在で21台登録されている。
（受託）は、運行主体は自治体であるが、実際の運行などは委託を受けた名士バスが行う路線。コミュニティバスを参照。

### 名寄市内線
名寄市内線は一方通行の循環線で運行。前乗り・前払い・中降りで運行されていたが、2008年（平成20年）4月1日より中乗り・後払い・前降りに変更された。
なよろコミュニティバス（受託）
西まわり：名寄駅前→名寄市役所前→大通北4丁目→北斗団地→名寄市立大学前→名寄産業高校前→児童センター入口→市民文化センター前→名寄市立病院前→西3条南6丁目→名寄駅前
東まわり：名寄駅前→市役所前→大通北4丁目→名寄東小学校前→名寄東病院前→そよかぜ館前→緑丘福祉会館前→名寄公園前経由/南が丘団地経由→福祉センター前→名寄市立病院前→西3条南6丁目→名寄駅前
東西まわり：名寄駅前→（東まわりと同経路）→名寄駅前→（西まわりと同経路）→名寄駅前
名寄駅前到着後は便により継続乗車可能または打ち切りとなる。
西方面の循環線、東方面東西線として名士バスが運行していたが、2012年（平成24年）7月1日よりなよろコミュニティバスとして西まわりと東まわりに再編し受託運行開始。東方面と西方面の間は乗り継ぎで対応していたが、東西間を直通する東西まわりが2013年（平成25年）12月20日より運行開始した。
市内廻り徳田線
イオン名寄店前→名寄市立病院前→西4条1丁目→名寄市立大学前→北斗団地→大通北4丁目→名寄東小学校前→名寄公園入口→名寄駅前→西3条南6丁目→名寄市立病院前→イオン名寄店前

### 近郊・郊外線

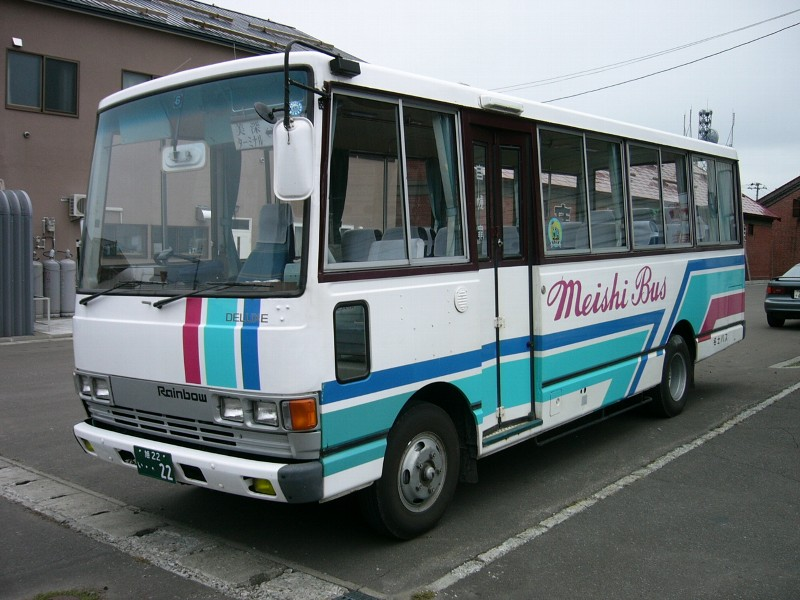
名士バス路線当時の仁宇布線車両（2003年）

近郊・郊外線は中ドア仕様の車両も前乗り・前降りで運用する。
日進ピヤシリ線
名士バス - 市役所前 - 東小学校前 - 名寄公園入口 - 名寄駅前 - 西3条南6丁目 - 市立病院前 - 8号3丁目 - 名寄産業高校前 - 北斗団地 - 日進研修センター - サンピラー交流館前 - 健康の森 - ユースホステル前 - ピヤシリスキー場
2018年（平成30年）度は日進地区の公共施設利用促進を目的として同地区（日進研修センター以遠）での乗降が無料となる。
恩根内線
名寄駅前 - 西3条南6丁目 - 名寄市立病院前 - 8号 - 智恵文峠 - 智南 - 智恵文11線 - 美深3線 - 美深中学校 - 美深 - 美深9線・美深高校前 - 西里4線 - 美深温泉前 - 大手12線 - 恩根内駅
名寄駅前 - 8号間は西4条南5丁目（西條名寄店の最寄り停留所）を経由して国道239号線を通る経路であったが、美深町民の通院需要のため、名寄市立病院前経由に改められた。
風連線
風連線：名寄駅前 - 西3条南6丁目 - 名寄市立病院前 - 西4条南9丁目 - 徳田17線 - 名寄高校前 - 21線 - 25線 - 風連駅前 - 風連庁舎前 - 道の駅
御料線デマンドバス（受託）：道の駅 - 旭30線 - 御料1線 - 御料7線
風連御料線として御料7線まで運行していたが、2018年（平成30年）10月1日より道の駅までに短縮の上で風連線となり、以遠はデマンドバスが接続。

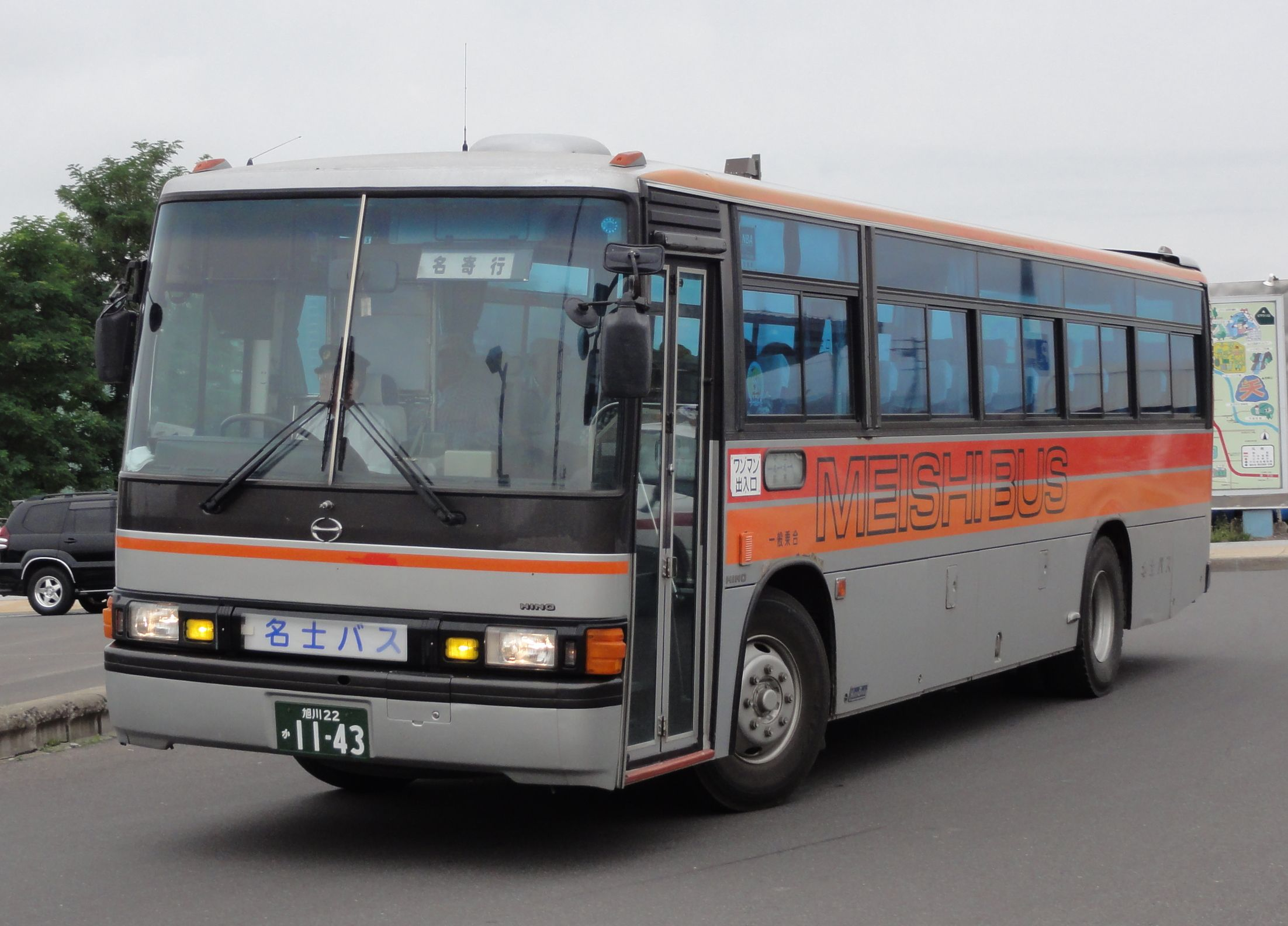
興部線・下川線の車両

興部線
名寄市立病院前 - 西3条南6丁目 - 名寄駅前 - 徳田17線 - 南丘団地前 - 中名寄5線 - 上名寄19線 - 下川バスターミナル - 幸成 - 一の橋 - 上興部 - 西興部 - 中興部 - 興部
JR北海道名寄本線廃止代替路線。かつては北紋バスと相互乗り入れを行い遠軽・紋別まで乗り入れていた。名寄本線バス代行引受事業者間の共通乗車制度方式により、名寄 - 遠軽間では名士バス、北紋バス、北海道北見バス発行の回数乗車券・定期乗車券が運行会社にかかわらず使用できる。
下川バスターミナルまでは名寄市内の一部を除き下川線と同経路であるが、名寄本線廃止代替路線を対象とした企画（1日無料バス、フリーきっぷ）は興部線のみ有効で、下川線や名寄駅・市立病院近辺で経路重複する他路線は対象外となる。
下川線
名寄市立病院前 - 西3条南6丁目 - 名寄駅前 - 市役所前 - 名寄東病院前 - 中名寄5線 - 上名寄19線 - 下川バスターミナル
下多寄デマンドタクシー（受託）
下多寄方面、西風連方面へは下多寄線（名寄駅前 - 西3条南6丁目 - 市立病院前 - 16線東8号 - 21線0号 - 25線0号 - 風連駅前）が運行されていたが、2011年（平成23年）11月1日より名寄市が運行主体となるデマンド制乗合タクシーに変更。
仁宇布線デマンドバス（受託）
美深ターミナル（美深駅） - 美深 - 美深5線 - 東5号 - 辺渓公民館 - 仁宇布待合所
国鉄美幸線廃止代替路線。かつては始発便と最終便に仁宇布待合所の先、旧美深町営軌道の終点に当たる三十線停留所にて発着する便が設定されていた。開業から長期間使用された専用の中型車は、営業所まで回送することは殆ど無く、ターミナル横の車庫にて入出庫されていた。利用率が低いことから、2010年（平成22年）度より美深町が運行主体となるデマンドバスの実証実験が行われ、2012年（平成24年）度より本運行となった。

### 休廃止路線
自衛隊線
名寄駅前 - 西4条南5丁目 - 名寄産業高校前 - 自衛隊

## 貸切バス
貸切バス事業は、通常は離島を除く旭川運輸支局管内での発着が認められているが、貸切バス事業者安全性評価認定制度による「優良事業者に限定した営業区域の弾力的な運用」による特例で、2025年（令和7年）4月1日現在北海道全域となっている。2008年1月まで札幌市白石区平和通14丁目北に札幌営業所があった時は札幌運輸支局管内も通常の事業域となっていた。車両は11台登録されている。

## 車両
保有車両の大半が日野製。自社発注車はブルーリボン・観光系のカタログ色であるシルバーにオレンジ色のラインを塗色する。

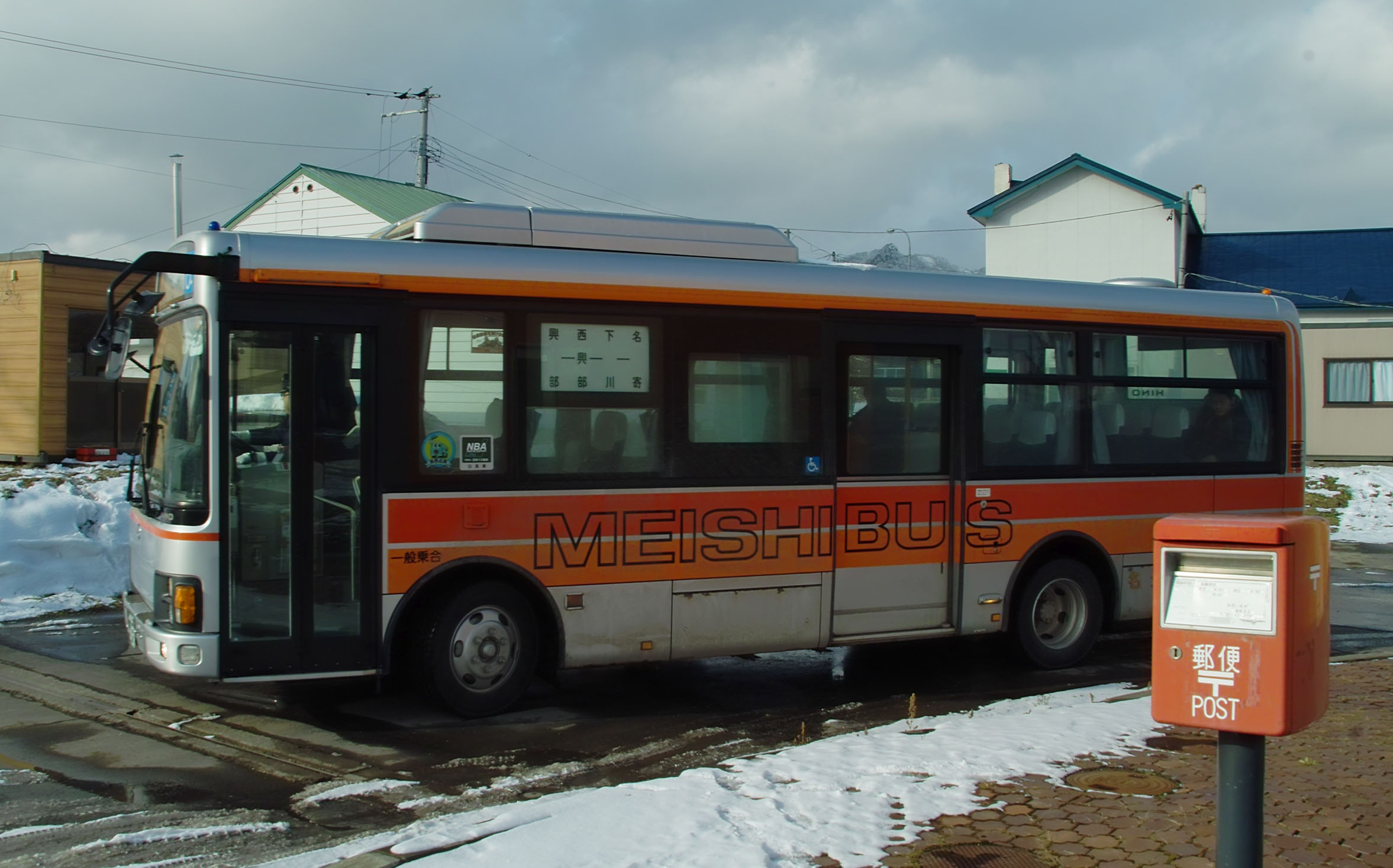
興部線の車両
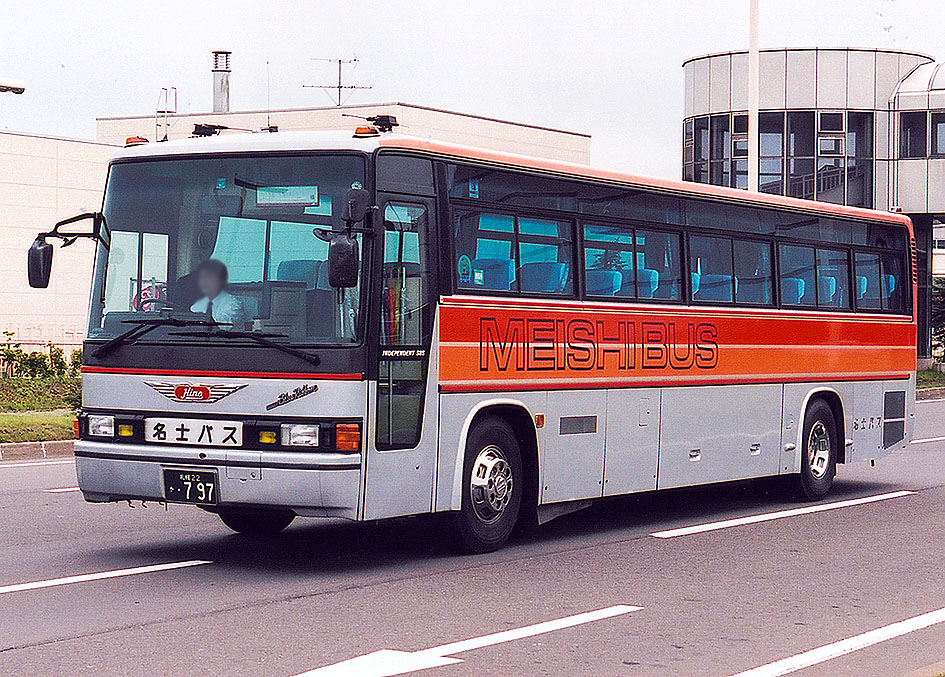
貸切バス 日野・ブルーリボンスーパーミドルデッカ
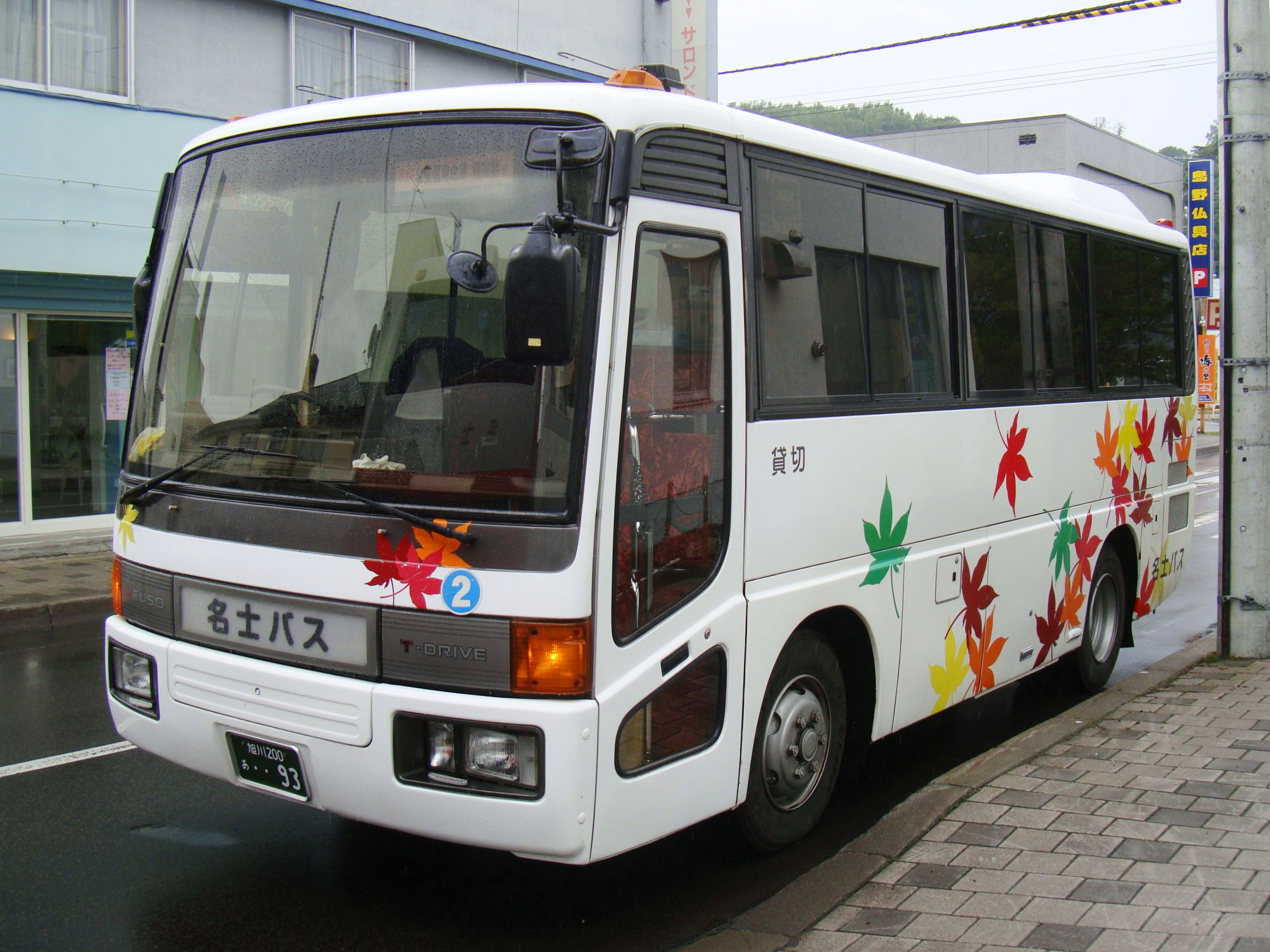
小型貸切バス
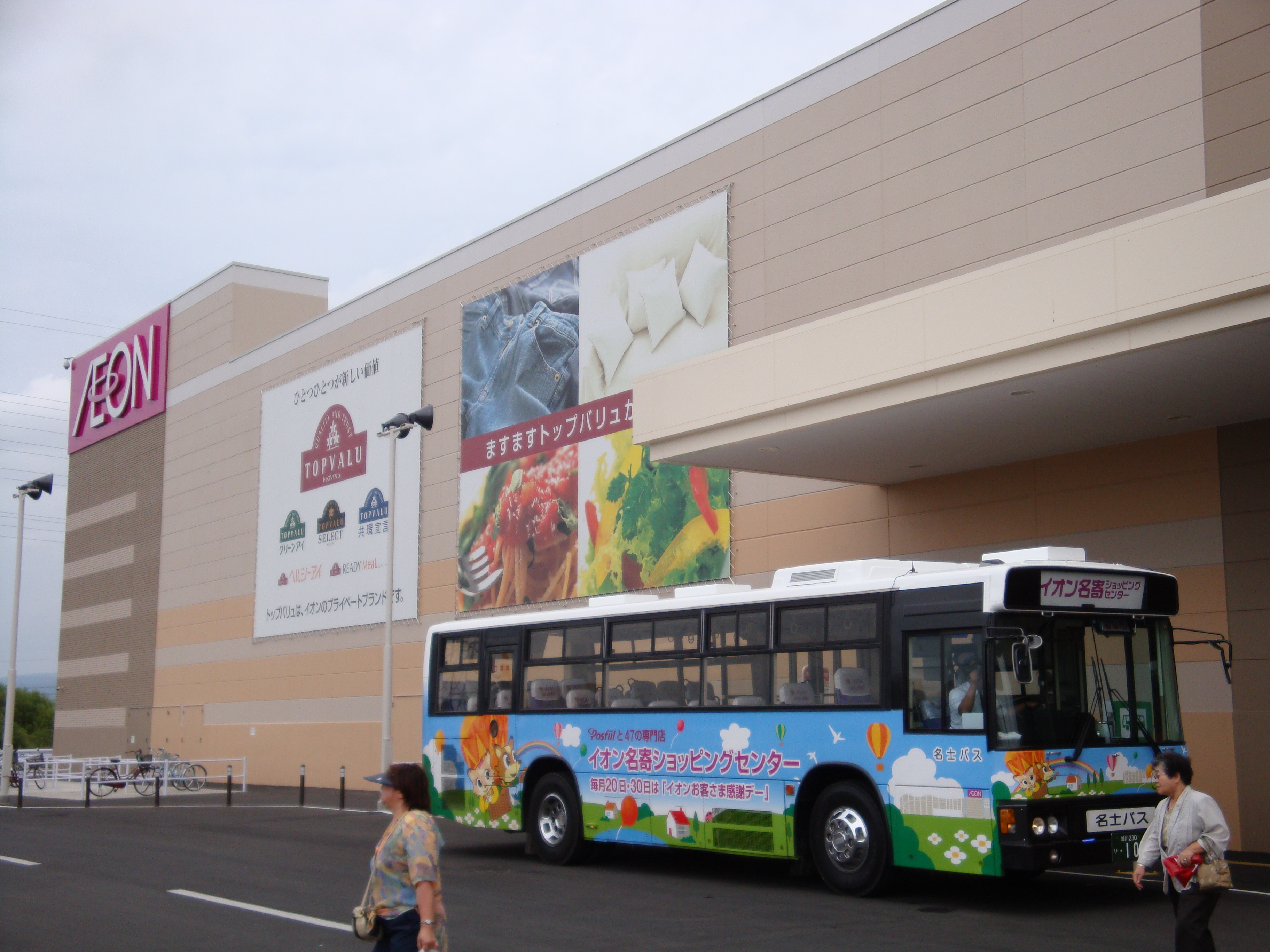
イオン名寄ショッピングセンターのお買い物バス
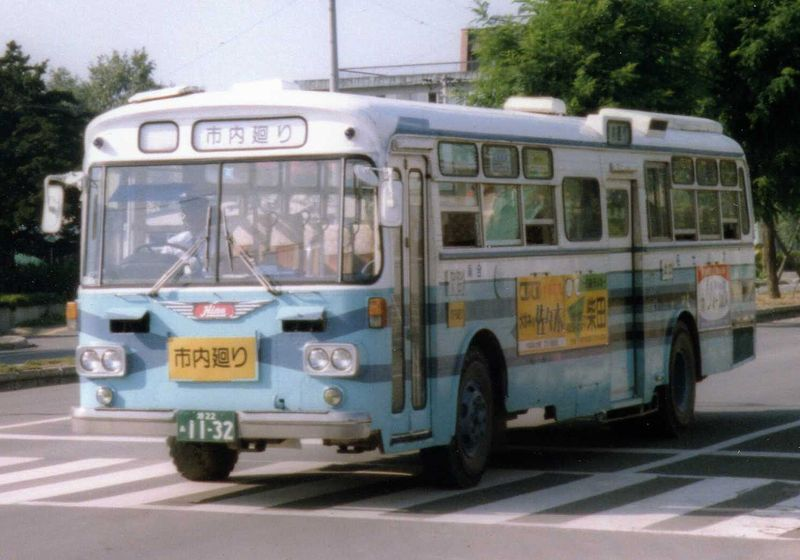
1990年代後半まで稼動していた車両 RC320P